# Benedito Novo
Pour les articles homonymes, voir Benedito et Novo (homonymie).
Benedito Novo est une ville brésilienne de l'État de Santa Catarina.

## Origine du no m
Selon la version historique, la ville tire son nom du rio Benedito, appelé ainsi en raison de sa richesse en poisson (benedicto signifie « béni » en latin). Au début de la colonisation, les nouvelles terres prirent le nom de Benedito Linha Nova avant de changer, à la fin des années 1890, pour Benedito Novo (ou encore Beneditto Novo ou Benedicto Novo).
Selon la version populaire, le nom est un hommage des fondateurs de la localité à un caboclo, nommé Benedito, connu pour sa nature généreuse et fils de Benedito, le vieux. Ce Benedito, excellent navigateur, aida énormément les premiers colons en les transportant sur le rio Benedito, qui donnèrent ce nom à la localité en son honneur.

## Géographie
Benedito Novo se situe dans le bassin du rio Benedito, affluent du rio Itajaí-Açu, par une latitude de 26° 46' 58" sud et par une longitude de 49° 21' 50" ouest, à une altitude de 130 mètres. Le point culminant de la municipalité atteint près de 900 m sur les contreforts de la serra do Mar,.
Sa population était de 10 331 habitants au recensement de 2010. La municipalité s'étend sur 385 km2.
La ville se trouve à 178 km à l'ouest de la capitale de l'État, Florianópolis. Elle fait partie de la microrégion de Blumenau, dans la mésorégion de la vallée du rio Itajaí.
Le climat de la municipalité est tempéré humide, avec des étés chauds. La température moyenne mensuelle varie de 15 °C à 25 °C. La température moyenne annuelle est de 19,7 °C, avec occurrence de gel en hiver et des maximales de 35 °C en été. Les précipitations annuelles sont comprises entre 1 600 et 1 700 mm par an.
La végétation de la municipalité est principalement constituée de forêt atlantique et de forêts d'araucarias.
L'IDH de la ville était de 0,802 en 2000 (PNUD).

## Histoire
La région de la municipalité actuelle de Benedito Novo faisait partie de la zone concédée à Frederico Donner afin de la coloniser. Après avoir fondé la localité de Timbó, il remonta le rio Benedito, il établit quelques colons aux confluents de divers cours d'eau, jusqu'à la localité de  Salto Donner dans la municipalité de Doutor Pedrinho.
Les premiers colons de la région étaient d'origine allemande, originaires de Saxe, Mecklembourg, Poméranie, Brandebourg et Bade. Ils s'y établirent de 1876 à 1891. La localité de Benedito Novo à proprement parler fut fondée dans les années 1880. L'arrivée de nouveaux immigrants, d'origine polonaise et italienne donnèrent une nouvelle impulsion à la colonisation de la région.
En 1922, le district de Benedito-Timbó fut créé, rattaché à la municipalité de Blumenau. Avec la création de la municipalité de Timbó en 1934, Benedito Novo devint district de la nouvelle municipalité, puis de Rodeio en 1936 quand cette dernière municipalité s'émancipa de Timbó. Enfin, en 1961, Benedito Novo accèda à l'indépendance administrative et fut élevée au rang de municipalité. En 1989, la municipalité de Doutor Pedrinho fut créée par démembrement de Benedito Novo.

## Drapeau

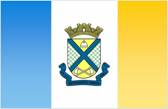
Drapeau de Benedito Novo.

Le drapeau de la municipalité brésilienne de Benedito Novo fut institué le 24 septembre 1979, par la loi municipale n°359. Il est constitué d'un rectangle, coupé de trois bandes verticales, bleu, blanc et jaune de gauche à droite. Au centre se trouve le blason de Benedito Novo. Dans ses proportions, il mesure 130 cm de longueur pour 90 cm de hauteur.

## Économie
L'économie locale est fondée sur l'agriculture et l'industrie, mais le tourisme, notamment l'écotourisme se développe actuellement.

## Tourisme et culture
Tous les ans, la ville célèbre, la « fête des traditions » (Festa das Tradições en portugais) au mois de novembre et la « fête de la paroisse de Saint-Roch » (Festa da Paróquia São Roque) et le « championnat national de canoë » (Campeonato Nacional de Canoagem) au mois d'août,.
Située dans la vallée du rio Benedito, la municipalité offre des paysages au relief accidenté propices à la pratique de l'écotourisme. On y trouve de nombreuses cascades, comme le salto Ribeirão Zinco et ses 72 m de hauteur, ou encore le salto Ribeirão Liberdade, haut de 65 m. La grotte Santo Antônio se visite également, plongeant à 150 m sous terre. Enfin, la municipalité abrite une réserve biologique, la « réserve Sassafrás », dans la serra São João,.
Parmi les monuments, on peut citer l'église de Ribeirão da Liberdade, construite dans un style à colombage dans les années 1930.

## Administration
La municipalité est constituée de trois districts:
- Benedito Novo (siège du pouvoir municipal)
- Santa Maria
- Barra São João

## Villes voisines
Benedito Novo est voisine des municipalités (municípios) suivantes :
- Rio dos Cedros
- Timbó
- Rodeio
- Ascurra
- Ibirama
- José Boiteux
- Doutor Pedrinho